# Государствоведение
Государствоведение (нем. Staatskunde, Staatswissenschaft) — отрасль знания, возникшая в Германии во второй половине XVII в. как вид монографического описания «достопримечательностей» государства: титулов, гербов, государственного устройства, законов, территории, населения, религии, обычаев и др. Государствоведением также называют описательную школу, которая характеризовала государства и  то, что влияет на их благосостояние, без количественных данных, которых поначалу просто не было.

## История
Зачинателем государствоведения как университетской дисциплины был Герман Конринг (1606 — 1681). Целью новой науки он считал  обучение пониманию причин государственно важных явлений, подразделяемых на четыре группы: материальные — описание территории и населения, формальные — политическое устройство, конечные (целевые) — благосостояние государства и его граждан, административные — управление государством, его аппарат (чиновники, армия и т. д.). Эти четыре части предопределили развитие демографии, политической географии, бюджетной статистики и административной статистики.
Готфрид Ахенваль (1719 — 1772) ввел в научный оборот термин «статистика». Он создал школу, всецело господствовавшую в Европе до середины XIX в. Из-за недостатка числовых данных статистика вначале была описательной.
Первым настоящим статистиком в Германии стал Иоганн Зюсмильх (1707 — 1767).
Антон Фридрих Бюшинг (1724 — 1793) оппонировал Ахенвалю, отстаивая проведение статистических описаний не по странам, а по объектам исследования (население, вооруженные силы, сельское хозяйство, торговля и т. д.). Он предложил понятие плотности населения как фактора экономического роста. Он считал, что внешняя торговля компенсирует недостатки природных ресурсов и позволяет интегрировать хозяйственную жизнь разных стран.
Чтобы обеспечить точность данных о достопримечательностях, датский ученый И. П. Анхерсен (1700 — 1765) предложил сводить их в таблицы, что привело к появлению табличного направления в государствоведении.  Однако таблицы включали в основном не числовые, а словесные данные.
Импульс сбору количественной информации дала страсть прусского короля Фридриха Вильгельма II (1744 — 1797) к учету. По его указу многочисленные данные сводились в «Исторические таблицы», однако они были секретными.
Немецкий государствовед профессор А. Ф. В. Кроме (1753 — 1833)  от таблиц данных перешел к графическим изображениям. В изданной им в 1782 г. «Карте продуктов Европы» были  обозначены места добычи и производства разных продуктов. В книге «О величине и населении  всех европейских государств» (1785) А. Кроме опубликовал таблицы о площади, численности, плотности населения государств, а также сравнительную карту, на которой отношения между государствами по приведенным параметрам были изображены с помощью квадратов. Так было положено начало применению картограмм и сравнительных плоскостных диаграмм для отображения статистических данных.
Ученик и последователь Ахенваля Август Людвиг Шлёцер (1735 – 1809) развил идеи государствоведения, предложив членение процедуры статистического исследования на наблюдение, группировку, сводку и анализ. Он критически оценивал собранные данные, требуя от них  точности и достоверности. Он считал статистику средством просвещения и борьбы против деспотизма,  для чего в Статистическом журнале в Гёттингене опубликовал сведения о военных расходах разных стран, ожидая, что люди увидят в огромных суммах вред войны.
Если Шлёцер был представителем описательной статистики, отражавшей текущее состояние государства, то французы Пеше и Доннан предложили изучать производительные силы и потенциальные возможности стран.
Самыми ценными достижениями описательной школы были разработка совокупности показателей и создание специальной системы сбора статистических данных о массовых явлениях.

## Российская школа
Ученый-гуманитарий, знаток пятнадцати языков Август Людвиг Шлёцер реализовал идеи своего учителя Ахенваля не только в Германии, но и в России, где провёл восемь лет (1761 – 1769), став членом Петербургской академии наук  (1769). В России он участвовал в разработке примерных образцов регистрации приходскими священниками смертей, рождений, браков; в составлении образцов списков, в которых умершие распределялись по возрасту и причинам смерти. В 1764 г. предложенная система была введена в Петербурге, а потом и во всех губерниях. По данным за 1764 г. Шлёцер построил первую таблицу смертности для Петербурга.
Одним из первых известных российских трудов по описательной статистике считается «Статистическая таблица» из книги учёного  Московского университета И. А. Гейма «Опыт начертания статистики главнейших государств по нынешнему их состоянию» (М., 1821).
В предреволюционной России государствоведение было представлено целой плеядой ученых: Б. Н. Чичерин, К. Д. Кавелин, М. Ф. Владимирский-Буданов, Ф. В. Тарановский и другие.
Государствоведение стало первой формой систематизации накопленных разрозненных данных об обществе, которые первоначально были полезны княжеским династиям, правившим в мелких немецких государствах. Эти исследования нашли логическое продолжение в университетской науке.
Преподавание новой дисциплины начал в 1660 г. в университете г. Гельмштедта Герман Конринг. Он рассматривал каждое государство само по себе, в его современном состоянии, черпал из географии, новейшей истории и публичного права те данные, которые были наиболее важны для политических учреждений государства.